# Randlichtabfall

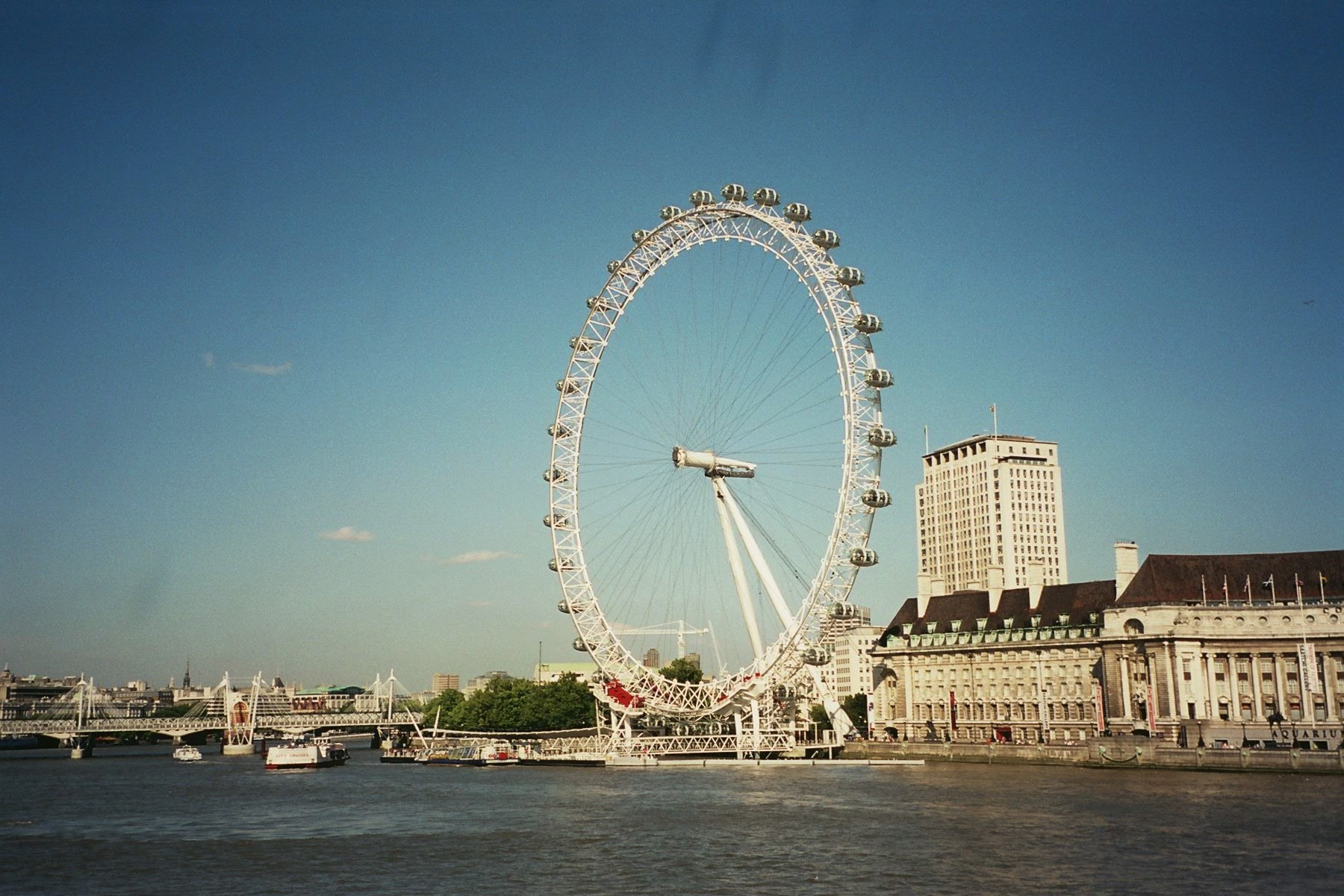
Bild mit deutlich sichtbarem Randlichtabfall

Unter dem Randlichtabfall versteht man den Effekt, dass bei einer optischen Abbildung die Helligkeit des Bildes im Verhältnis zur Objekthelligkeit zum Bildrand hin abnimmt. Dies bewirkt eine mehr oder weniger deutliche Abdunklung der Bildränder gegenüber der Bildmitte.
Die Helligkeit des Bildes wird dabei als Beleuchtungsstärke der Bildebene gemessen und die Helligkeit des Objekts als Leuchtdichte bei flächenhaftem Objekt und als Lichtstärke bei punktförmigen Objekten wie z. B. Fixsternen.
Im Allgemeinen ist der Randlichtabfall ein ungewollter Effekt. Manchmal setzen Fotografen die Abdunklung zum Rand hin aber auch absichtlich ein, um die Mitte des Bildes zu betonen oder um die Stimmung der Aufnahme zu ändern. Der Effekt kann auch nachträglich bei der digitalen Bildbearbeitung hinzugefügt oder beseitigt werden.

## Ursachen

### Natürlicher Randlichtabfall

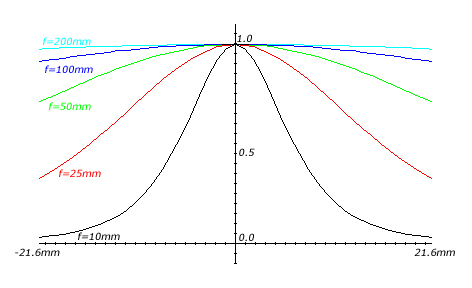
Natürlicher Randlichtabfall für verschiedene Brennweiten, bezogen auf das Kleinbildformat (43,2 mm Diagonale)

Der natürliche Randlichtabfall ist physikalisch bedingt und weder durch Abblenden noch durch konstruktive Maßnahmen vermeidbar. Er kann aber durch andere Effekte wie eine Pupillenaberration teilweise kompensiert werden. Er erzeugt einen Lichtabfall, der (im Fall eines flächenhaften Objekts) proportional zur vierten Potenz des Cosinus des Winkels zur optischen Achse ist, und er ist somit vor allem bei Weitwinkelobjektiven von Bedeutung. Dieser Helligkeitsabfall erfolgt sehr gleichmäßig von der Mitte bis zum Rand und fällt daher meist nicht auf, wenn er nicht zu stark ist. Er wird am deutlichsten bemerkt bei der Abbildung von konturlosen Flächen gleichmäßiger Helligkeit (z. B. blauer Himmel).

### Vignettierung
Dies ist eine durch das Objektiv oder zusätzliche Bauteile am Objektiv verursachte Abschattung. Dabei werden von einem Objektpunkt ausgehende Lichtbündel, die in einem Winkel zur Achse einfallen, nicht nur durch die Irisblende, sondern auch durch andere Teile (etwa ins Objektiv eingebaute feste Blenden) begrenzt und füllen somit nicht die ganze Öffnung der Irisblende aus.
Vignettierung wird oft als Synonym für den Randlichtabfall gebraucht.
Für den natürlichen Randlichtabfall und die Vignettierung durch das Objektiv selbst oder durch zusätzliche Bauteile (wie etwa Filter) am Objektiv sind verschiedene Bezeichnungen gebräuchlich (etwa optische, technische, mechanische, künstliche Vignettierung), die nicht einheitlich verwendet werden. So wird der natürliche Randlichtabfall zuweilen fälschlich als natürliche oder physikalische Vignettierung bezeichnet, obwohl es sich nicht um eine Vignettierung handelt, denn die Ursache dafür ist keine Abschattung. Mitunter werden auch Randabdunkelungen durch eine mangelhafte Ausleuchtung z. B. durch einen Elektronenblitz fälschlicherweise als Vignettierung bezeichnet.

### Pixelvignettierung
Diese wird durch die Eigenschaften des Aufnahmemediums bewirkt, siehe Vignettierung. Typischerweise betrifft es den Bildsensor einer Digitalkamera, der häufig für flach auftreffendes Licht aufgrund von Abschattungseffekten weniger empfindlich ist als für senkrecht auftreffendes. Dabei kommt es auch auf das Objektiv an. Je kleiner der Abstand der Austrittspupille von der Bildebene ist, umso flacher treffen die Strahlen am Bildrand auf den Sensor. Vor allem symmetrisch gebaute Weitwinkelobjektive (vom Biogon-Typ) haben eine nah an der Bildebene liegende Austrittspupille und sind deshalb an Digitalkameras oft problematisch. Es kann dabei auch zu Farbverschiebungen kommen, indem die für verschiedene Farben empfindlichen Pixel unterschiedlich auf den Winkel des Lichteinfalls reagieren.

### Verzeichnung
Die Größe eines Bild-Flächenelements, auf das ein Flächenelement der Objektebene abgebildet wird, hängt bei Verzeichnung vom Einfallswinkel ab. Damit ändert sich auch entsprechend die Beleuchtungsstärke der Bildebene. Bei tonnenförmiger Verzeichnung nimmt diese zum Rand hin zu, da das Licht sich auf eine kleinere Fläche konzentriert, was den Randlichtabfall vermindert. Umgekehrt wird der Randlichtabfall durch eine kissenförmige Verzeichnung verstärkt. Fischaugenobjektive weisen eine stark tonnenförmige Verzeichnung auf, was erheblich zur Korrektur des Randlichtabfalls beiträgt.

### Pupillenaberration
Diese liegt vor, wenn die Abbildung der Blende auf die Eintrittspupille mit Fehlern behaftet ist. Dann kann das Bild der Blende abhängig vom Einfallswinkel der Strahlenbündel verzerrt werden, was wiederum den Querschnitt der eintretenden Strahlenbündel und damit die Lichtmenge beeinflusst. Durch Pupillenaberration kann der Randlichtabfall verstärkt oder auch vermindert werden.

### Transmissionsänderung
Die Transmission des Objektivs ist im Prinzip vom Einfallswinkel des Lichts abhängig, weil der Weg durch das Glas der Linsen (worin es zu einem kleinen Teil absorbiert wird) und auch der Reflexionsgrad an den Linsenoberflächen (siehe Antireflexbeschichtung) vom Einfallswinkel abhängt. Dieser Effekt ist aber in der Regel zu vernachlässigen.

### Ungleichmäßige Ausleuchtung
Entsteht typischerweise durch Blitzgeräte bei direktem Blitzen. Beispielsweise leuchtet ein an der Kamera angebrachtes Blitzgerät ein flaches Objekt ungleichmäßig aus. Dabei werden die Teile des Motivs, die am weitesten von der Lichtquelle entfernt sind, schwächer ausgeleuchtet als näher liegende Teile der Szene. Leuchtet das Blitzgerät einen kleineren Winkel aus, als vom Objektiv auf dem Aufnahmemedium abgebildet wird (siehe Bildwinkel), hat dies ebenfalls eine Randabdunkelung zur Folge.

## Gegenmaßnahmen
Bei vielen Weitwinkelobjektiven wird gezielt eine Pupillenaberration erzeugt, um den Querschnitt von Strahlenbündeln, die von Punkten neben der Achse ausgehen, zu vergrößern. Das ist der Hauptgrund, weshalb der Helligkeitsabfall bei vielen Objektiven weniger stark ist als es dem cos4-Gesetz entspricht.
Die meisten Fotoobjektive vignettieren bei weit geöffneter Blende, aber in der Regel verschwindet die Vignettierung beim Abblenden um zwei bis vier Stufen. Der Helligkeitsabfall kann somit durch Abblenden reduziert werden.
Man kann eine ungleichmäßige Helligkeitsverteilung auch durch einen Verlaufsfilter vermindern oder beseitigen. Das ist ein Graufilter, der am Rand ungefärbt ist und zur Mitte hin dunkler wird. Dadurch wird allerdings die effektive Lichtstärke reduziert. Die Hersteller von extremen Weitwinkelobjektiven liefern manchmal einen passenden Verlaufsfilter mit, der den Helligkeitsabfall soweit korrigiert, dass er nicht mehr stört.
Bei bekanntem Verlauf des Randlichtabfalls können Bildprozessoren diesen Effekt vor dem Speichern der Bilddaten in Echtzeit kompensieren. Hierbei ist zu berücksichtigen, dass der Effekt nicht nur von der eingestellten Öffnungsweite (Blende), sondern auch von der eingestellten Entfernung und bei Zoomobjektiven auch von der eingestellten Brennweite abhängt. Die Wechselobjektive von digitalen Kamerasystemen können die Parameter ihrer Abbildungseigenschaften im dauerhaften Speicher vorhalten und sie elektronisch an das Kameragehäuse übertragen, damit die Kompensation dort vorgenommen werden kann.
Bei der digitalen Nachbearbeitung ist es einfach, den Helligkeitsabfall beliebig zu beeinflussen und auch ganz zu beseitigen. Dabei bleibt jedoch der Nachteil eines in den abgedunkelten Ecken verminderten Rauschabstands bestehen. Durch die Aufhellung dieser Bereiche tritt hier das Rauschen des Sensors stärker hervor. Beim Vergrößern einer analogen Aufnahme kann man die Ränder und Ecken abwedeln und dadurch aufhellen.